# 岐阜県道407号阿木大井線
岐阜県道407号阿木大井線（ぎふけんどう407ごう あぎおおいせん）は、岐阜県中津川市を起点とし恵那市に至る一般県道である。

## 概要

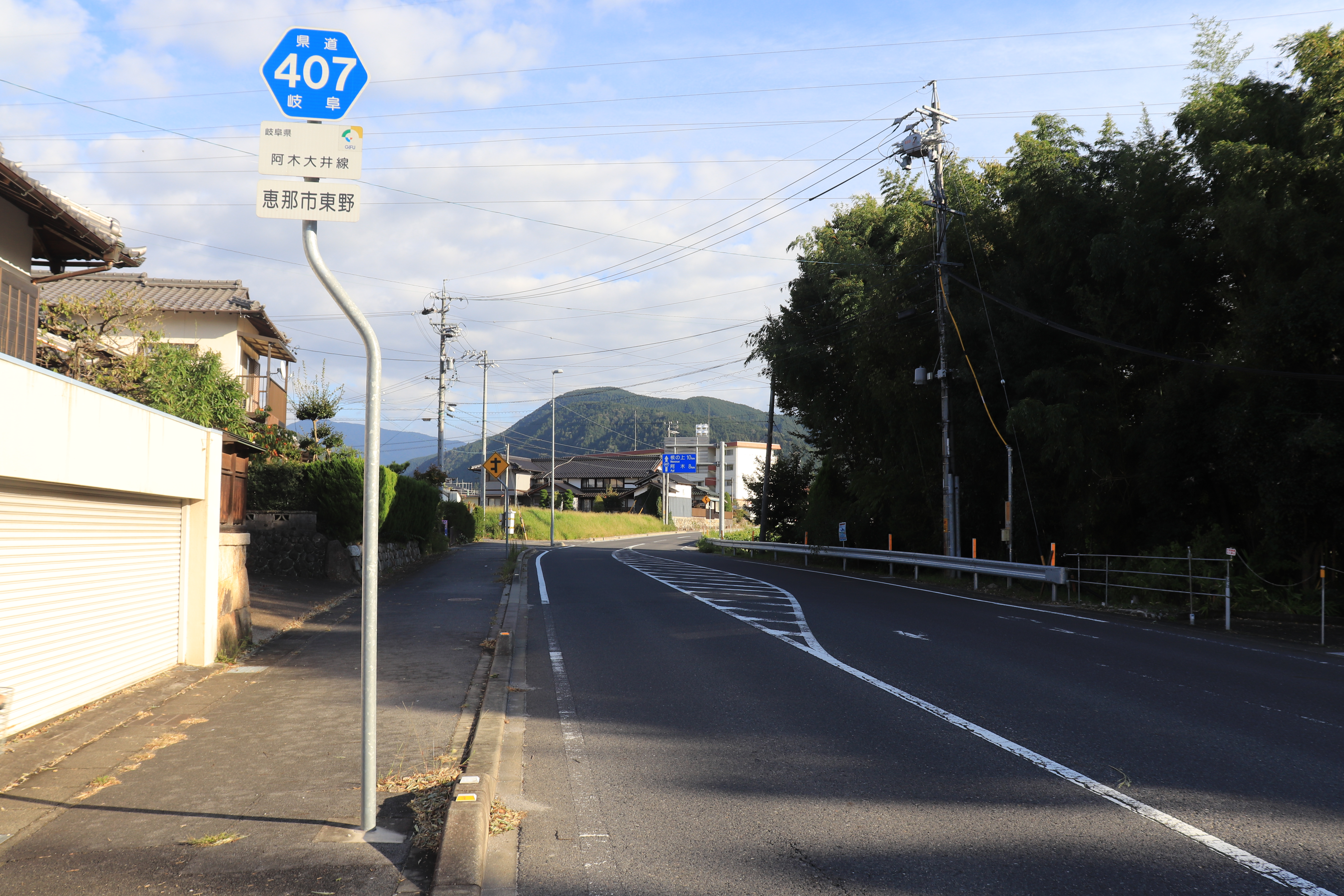
岐阜県道407号阿木大井線、終点付近の岐阜県恵那市東野にて

### 路線データ
- 実延長：8,864m
- 起点：岐阜県中津川市阿木字本庄（北緯35度23分48秒/東経137度27分56秒）
- 終点：岐阜県恵那市長島町正家（国道19号交点）

## 地理

### 通過する自治体
- 岐阜県
  - 中津川市
  - 恵那市

### 主な接続路線
- 国道19号（岐阜県恵那市 宮ノ前交差点）

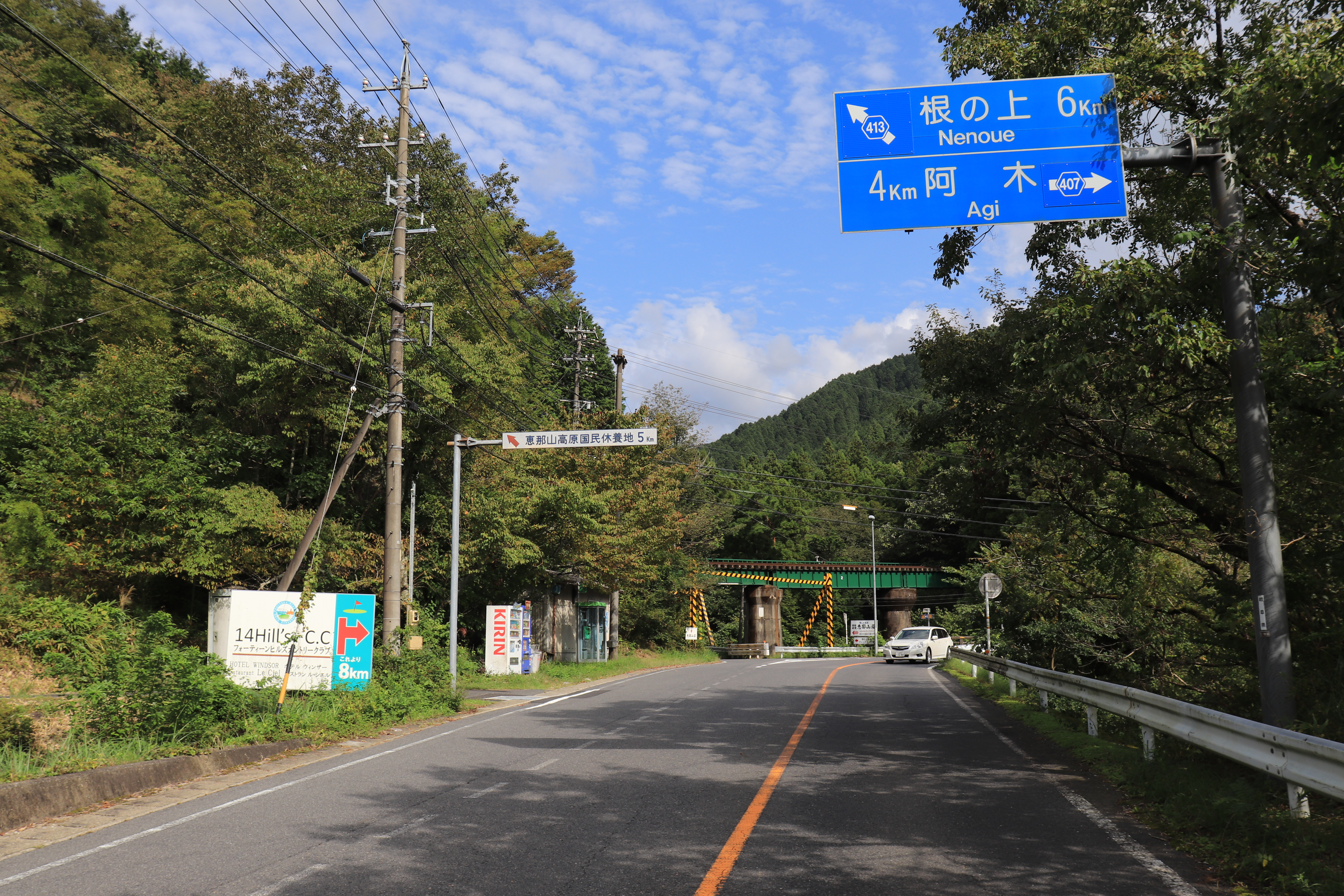
岐阜県道413号東野中津川線の起点となる交差点、岐阜県恵那市東野にて

- 国道363号（岐阜県中津川市 阿木小学校前交差点）
- 岐阜県道413号東野中津川線

## 周辺
- 中津川市立阿木小学校
- 飯沼駅